# Технологія збагачення пісків рідкісних металів
Технологія збагачення пісків рідкісних металів

## Сировинна база

Рис. 1 — Схема первинного збагачення пісків на дразі.

Важкі, або прибережні, піски — джерело добування титану, циркону, торію і рідкісноземельних металів. Основні важкі мінерали такі:
- рутил — основний мінерал для добування титану, він містить 95 — 96 % TiO2. Рутил використовують для виробництва титанового пігменту, обмазки зварювальних електродів, металічного титану, легких міцних і корозійностійких сплавів, які застосовуються в авіа-, судно- і ракетобудуванні, транспортному машинобудуванні і хімічній промисловості;

- ільменіт, що містить 45 — 65 % TiO2 , — основне джерело для виробництва губчатого титану і пігментного діоксиду титану (TiO2);

- циркон, містить приблизно 65 % ZrO2 , він має високу стійкість до хімічної корозії і корозії розплавленими металами і шлаками, низьке теплове розширення і високу теплопровідність. Циркон використовують для виробництва вогнетривких виробів і на ливарних заводах;

- монацит — рідкісноземельний фосфат, що вилучається як побічний продукт при виробництві титанового і цирконового концентратів. Монацит є основним джерелом виробництва торію і рідкісноземельних елементів, що застосовуються в металургії, електроніці, хімії, керамічній і ядерній галузях.

Густина основних рідкісноземельних мінералів становить від 4,2 т/м3 у рутилу до 5 т/м3 у монациту.

## Основні методи збагачення

Рис. 2 — Схема збагачення ільменітових пісків.

Як показує світовий досвід, для збагачення руд рідкісних і рідкісноземельних металів, зазвичай бідних і тонковкраплених, застосовуються переважно складні технологічні схеми переробки, які включають методи гравітації, 
флотації, магнітної та електричної сепарації, хімічної доводки концентратів. 
Гравітація є основним методом збагачення цирконових, тантало-ніобієвих та рідкісноземельних руд. Первинний (чорновий) гравітаційний концентрат доводять до кондиції флотогравітацією, флотацією, магнітною, електромагнітною та електростатичною сепарацією, іноді в поєднанні з різними хімічними способами. У багатьох випадках в циклі збагачення рідкіснометалічних руд застосовується комплекс методів гідрометалургійної переробки, що забезпечує отримання як рідкіснометалічного, так і рідкісноземельного продукту, який містить лантаноїди, скандій, ітрій.
Доводка чорнових рідкіснометалічних концентратів здійснюється поєднанням різних видів механічного збагачення, гідрометалургійних та біохімічних процесів вилуговування, а також методів відновлювальної плавки. Застосування до бідних концентратів та промпродуктів хіміко-металургійних способів переробки, що включають стадії спікання з вапняком, сульфатними або кремнефлуоридними добавками, і водного вилуговування економічно більш привабливе, але з різних причин теж не отримало широкого промислового використання. З інших методів переробки бідної ніобієвої сировини заслуговує уваги хлорування.
Дві третини використовуваних сьогодні титану, цирконію і рідкісноземельних металів вилучають з розсипів, які збагачують за гравітаційними схемами.
Збагачення розсипів звичайно здійснюють в дві стадії: І стадія — первинне збагачення розсипу, ІІ стадія — доводка чорнових концентратів.
Збагачувальні установки первинного збагачення споруджують безпосередньо на місці добування пісків. При розробці розсипу драгами або землесосами збагачувальна апаратура монтується на плавучих баржах, понтонах і т. ін.
Доводочні фабрики для виробництва готових концентратів розташовують на березі поблизу від розсипного родовища.
Мета первинного збагачення розсипів — видалення мінералів пустої породи і одержання колективного концентрату з максимально можливим вилученням в нього всіх важких мінералів. В результаті первинного збагачення розсипів у відходи видаляють від 50 до 90 % пустої породи. Первинне збагачення розсипів здійснюється на ґвинтових і струминних сепараторах, концентраційних столах і шлюзах, в відсаджувальних машинах, а іноді у важких суспензіях.
Дезінтеґрація і грохочення пісків перед первинним збагаченням забезпечує руйнування зцементованого матеріалу і розділення його на окремі частинки, звільнення зерен цінних мінералів одне від одного і від пустої породи. Класифікація пісків по крупності звичайно здійснюється на тому ж грохоті, що й дезінтеґрація, при цьому дезінтеґрація передує класифікації. Задачею грохочення є відділення гальки та іншого крупного матеріалу, який не містить цінних мінералів, і скинення його у відвал. Таким чином, грохочення є першою операцією збагачення, яка дозволяє в два рази зменшити обсяг матеріалу перед подальшими операціями.

Рис. 3 — Схема підготовки і гравітаційного збагачення титано-цирконієвих пісків на збагачувальній фабриці ВДГМК.

При первинному збагаченні на дразі (рис. 1) піски подають в дражну бочку, куди надходить вода під тиском для кращого руйнування грудок глини.
При підвищеному вмісті глини (до 40 %) застосовується тристадійна їх дезінтеґрація в скруберах, на грохотах і мийних машинах (рис 2). Дезинтеґровані піски класифікуються в гідроциклонах, злив яких направляється у відвал, а знешламлений матеріал після класифікації по зерну 2 мм надходить на збагачення в ґвинтові сепаратори (клас +2 мм) і струминні конусні сепаратори (клас –2 мм).
Чорновий концентрат надходить на магнітну сепарацію і після трьох перечисних операцій в конусних і ґвинтових сепараторах і на концентраційних столах одержують товарний продукт. При використанні даної схеми вилучення ільменіту становить близько 85 %, а вміст TiO2 в концентраті 96 — 97 %.
Титано-цирконієві піски Самотканського родовища, що перероблюються на збагачувальній фабриці Верхньодніпровського гірничо-металургійного комбінату (ВДГМК), містять до 3 % ільменіту, рутилу, лейкоксену, циркону, дистену, силіманіту, ставроліту. Основні породні мінерали — кварц (до 70 %) і глина (8 — 30 %).

Рис. 4 — Схема доводки колективного концентрату на збагачувальної фабрики ВДГМК.
П, НП, М, НМ — провідна, непровідна, магнітна, немагнітна фракції.

Добування пісків здійснюється відкритим способом — екскаваторами. З кар'єру піски доставляють на фабрику стрічковим конвеєром.
Збагачувальна фабрика складається з таких відділень: дезінтеґрації і знешламлення, гравітаційного збагачення (рис. 3) і сушильно-доводочного (рис. 4).
Дезінтеґрація і знешламлення — підготовчі процеси, що призначені для розпушення пісків, перетворення їх на пульпу і відмивки пісків від глини і шламів. Дезінтеґрація пісків здійснюється в дві стадії: перша — скрубері, друга — в коритній мийці. Для знешламлення використаються гідроциклони і струминні зумпфи.
Знешламлений матеріал подається насосами в головний корпус, де провадиться їх грохочення по зерну 2 мм. Клас +2 мм направляється у відвал, а клас –2 мм через згущувальні лійки подається на секцію п'яти- і шестиярусних конусних сепараторів.
Після збагачення на конусних сепараторах продукти розділення направляють: концентрат — на перечисну концентрацію в п'ятиярусний конусний сепаратор, відходи основної концентрації — у відвал, а промпродукт повертається в голову процесу. Після перечисної концентрації промпродукт також повертається в голову процесу, а колективний концентрат направляється на зневоднення, сушку і доводку.
Колективний концентрат після сушки розділяють в електростатичному сепараторі на електропровідну фракцію (ільменіт і рутил) і непровідну (циркон, ставроліт, дистен, залишки ільменіту і кварц).
Подальше розділення електропровідників магнітною сепарацією дозволяє виділити в магнітну фракцію ільменітовий концентрат, а в немагнітну — рутиловий, який потім перечищається в барабанних коронно-електростатичних сепараторах.
Непровідна фракція після електростатичної сепарації направляється на магнітну сепарацію, тут в магнітній фракції концентруються ільменіт і ставроліт, а в немагнітної — циркон, дистен і кварц. Ільменіт і ставроліт розділяють електростатичною сепарацією з одержанням ставролітового концентрату (непровідна фракція).
Немагнітний продукт надходить на гравітаційне збагачення в конусних сепараторах з перечищенням концентрату на концентраційному столі, а відходів на ґвинтовому шлюзі і концентраційному столі. Доводка продуктів гравітаційного збагачення електричною, трибоелектричною і магнітною сепарацією приводить до одержання цирконового і дистен-силіманітового концентратів.
Основною товарною продукцією комбінату є концентрати: ільменітовий з вмістом TiO2 63 — 65 %, рутиловий — 92 — 95 % TiO2 , цирконовий — 62 — 65 % ZrO2 , дистен-силіманітовий — 58 % Al2O3 і ставролітовий — 48 % Al2O3.
Крім того, кварцові відходи ВДГМК також є товарним продуктом, який містить 97-98 % SiO2 . Ці відходи використовуються в ливарному виробництві (як формувальний матеріал), в скляній промисловості (виробництво технічного скла), у виробництві будівельних матеріалів і абразивних виробів.